# Oudevrouwenhuis
Een oudevrouwenhuis was een tehuis waar oudere vrouwen hun laatste jaren konden slijten. Zo'n oudevrouwenhuis kan worden gezien als een voorloper van een verzorgingshuis. Voor zover bekend, bestonden er al dergelijke huizen vanaf de 15e eeuw. Hofjes waar armere ouderen voor zichzelf zorgden, zijn ouder en dateren uit de 13e eeuw. Voor mannen, omdat deze minder goed voor zichzelf konden zorgen, werden er onder de naam oudemannenhuis soortgelijke instellingen gesticht, zij het dat deze verzorging boden. Later volgden voor vrouwen die niet goed voor zichzelf konden zorgen, soortgelijke huizen. Soms werd zo'n oudevrouwenhuis meteen, soms later, gecombineerd met een oudemannenhuis, zoals in Soest en Zaltbommel. In Nederland heeft in verschillende steden een oudevrouwenhuis bestaan, gesticht in verschillende perioden. 

## Voorbeelden

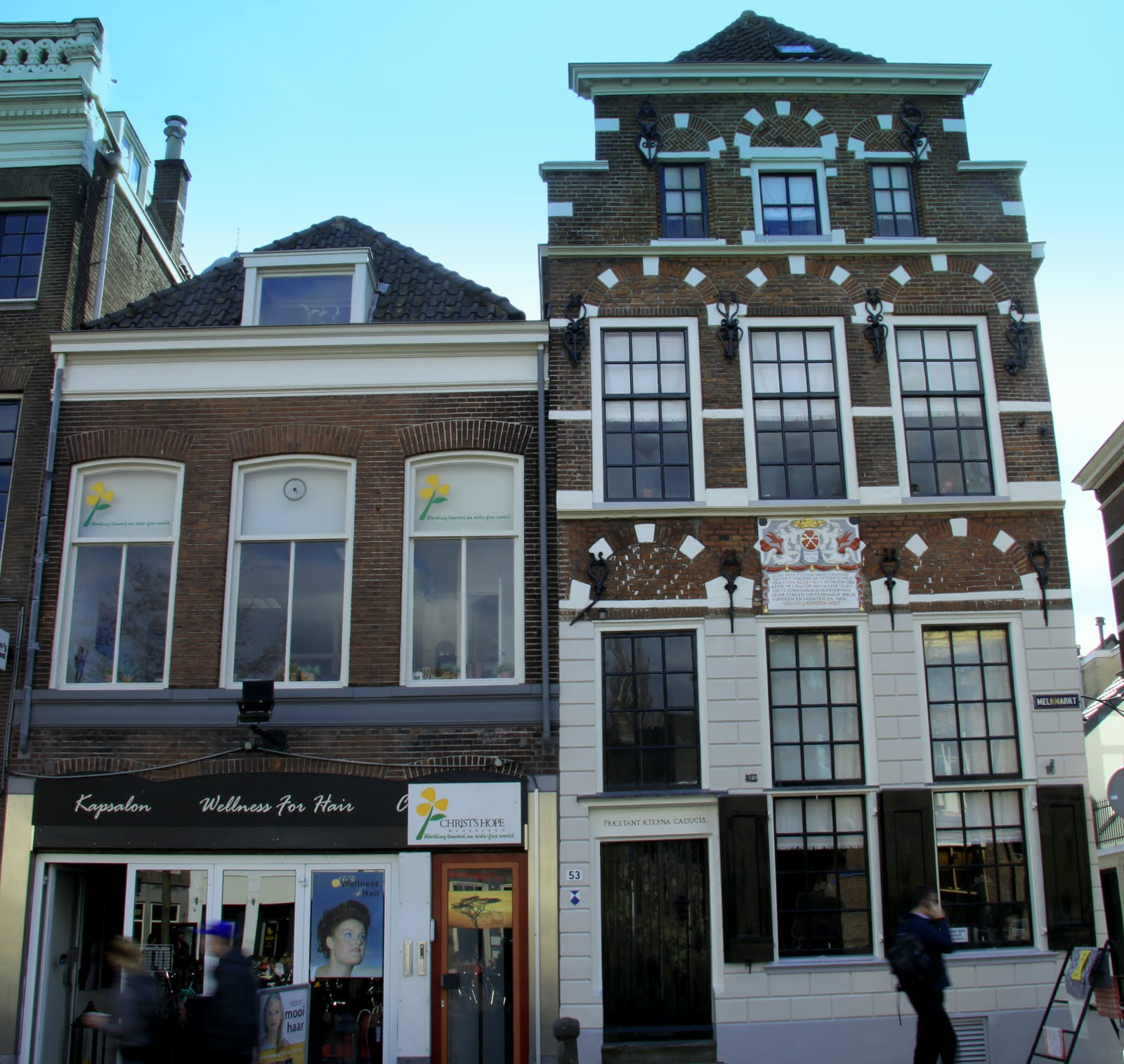
Het Zwolse oudevrouwenhuis

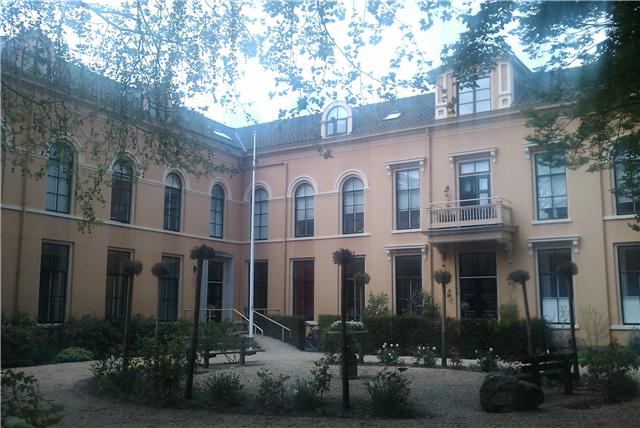
Stappenconvent Deventer

In Rotterdam werd in 1455 een oudevrouwenhuis gesticht, dat sinds 1466 St. Elisabethsgasthuis of Susterhuys heette en na de reformatie Gereformeerd Oudevrouwenhuis. Toen woonden er 17 vrouwen. In 1904 nam de gemeente Rotterdam het besluit het oudevrouwenhuis te slopen in verband met de aanleg van een weg.
Tussen 1606 en 1639 was er in Hoorn een hofje in gebruik als Oude Vrouwenhuis. Hiervan resteren nog een poortje en een van de twee vleugels van het hofje.
In 1682 ontstond in Amsterdam het Diaconie Oudevrouwenhuis. Toen het na 1719 ook oude mannen onderdak bood, werd de naam veranderd in Diaconie Oudevrouwen- en Mannenhuis. Sinds 1953 heette het Amstelhof. Het was met 700 bewoners het grootste bejaardentehuis in Nederland. In 1999 achtte men het gebouw niet langer geschikt voor de gewenste zorg en werd het overgedragen aan de gemeente Amsterdam. Nadat in 2007 de laatste bewoners vertrokken waren, werd het gebouw tot museum verbouwd. Nadien is Hermitage Amsterdam er gevestigd.   
Ook in Deventer heeft een oudevrouwenhuis bestaan, in 1850 voortgekomen uit enkele gasthuizen, waaronder het uit de 15e eeuw stammende Stappenconvent, dat zich reeds op vrouwenzorg richtte. De zorgtaken van dit oudevrouwenhuis zijn na een fusie eerst bij de “Stichting de Verenigde Gestichten” ondergebracht en later bij de Solis Zorggroep. In de loop der tijd betaalden bewoonsters/bewoners van sommige van de gasthuizen voor hun inwoning, vaak in natura, zoals grond. De gronden die zo in bezit waren gekomen van de Stichting de Verenigde Gestichten werden in 1986 ondergebracht bij de Stichting IJssellandschap.
Tot in de twintigste eeuw zijn oudevrouwenhuizen gesticht, zoals het oudevrouwenhuis in Akersloot in 1904. In 1924 woonde hier nog een bewoonster, waarna in 1927 het huis zijn functie verloor en werd verkocht. Na nog enige tijd een functie als winkel te hebben vervuld, is het gesloopt.

## Museum
Het in 1984 geopende museum Het Vrouwenhuis in Zwolle is deels ingericht als het op die plek in 1742 gevestigde oudevrouwenhuis.